# St. Petri (Remlingen)
St. Petri ist ein evangelisch-lutherisches Kirchengebäude in Remlingen, Landkreis Wolfenbüttel, Niedersachsen.

## Geschichte
Über die Baugeschichte gibt es keine Aufzeichnungen, nur eine urkundliche Erwähnung, dass im Jahr 1234 ein Pleban für diese Kirche benannt wurde.
Die Jahreszahl 1508 in einem Stein an der südöstlichen Mauerkante zeigt, dass das Kirchenschiff nach Osten erweitert wurde. Es finden sich außerdem Übergänge zwischen altem und neuem Mauerwerk. 1772 wurde eine Restaurierung vorgenommen. Der Kirchturm entstand zwischen 1594 und 1596.
Im Zweiten Weltkrieg wurde die Kirche getroffen und später wieder aufgebaut. Dabei wurde der Turm von innen mit Stützbeton geschalt. Die Außenmauern vom Kirchenschiff blieben stehen, aber der innere Teil der Kirche wurde komplett erneuert. Zu den Erneuerungen zählen der Altar, das Buntfenster sowie die Empore mit Orgel.

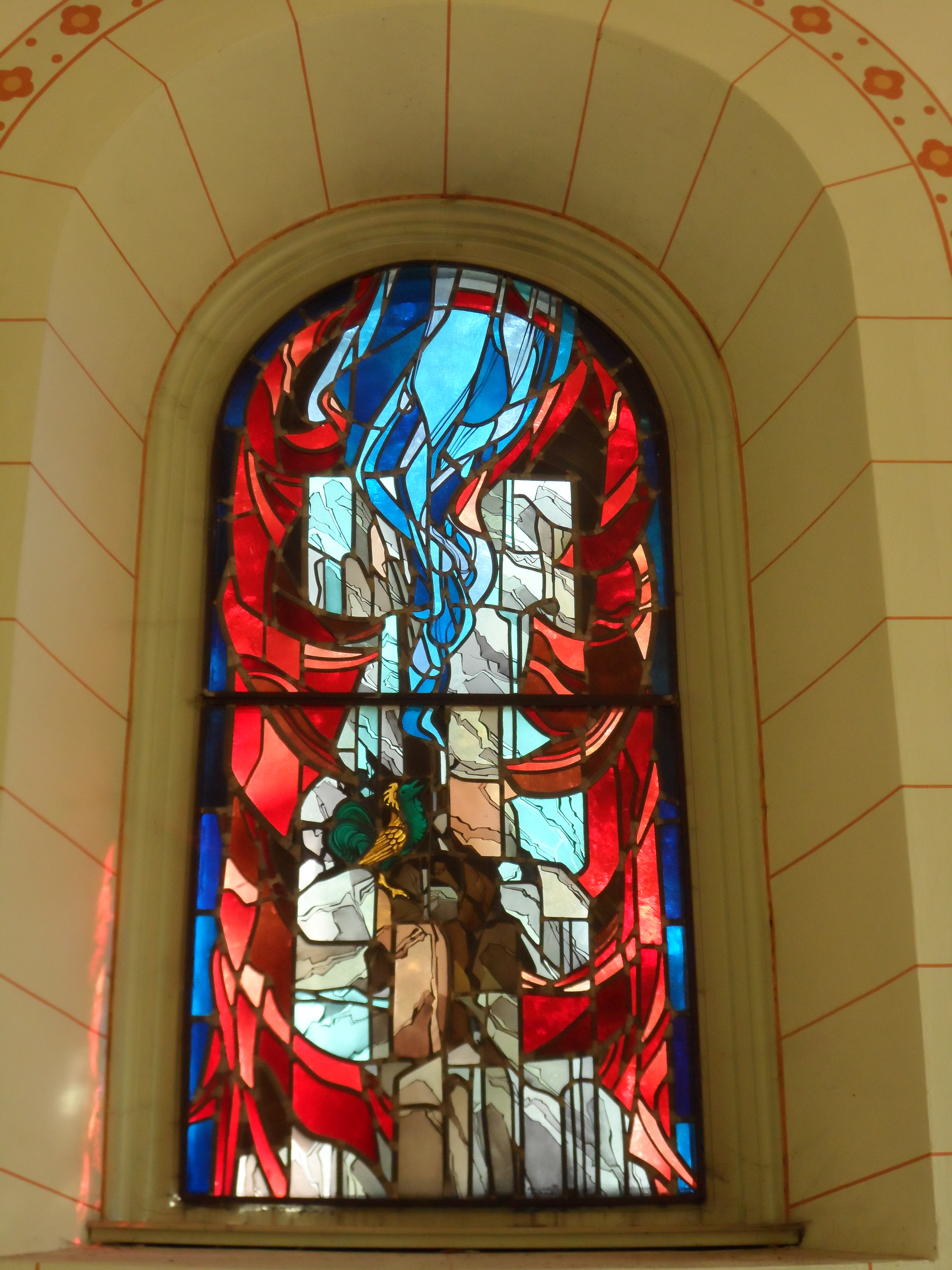
Buntfenster
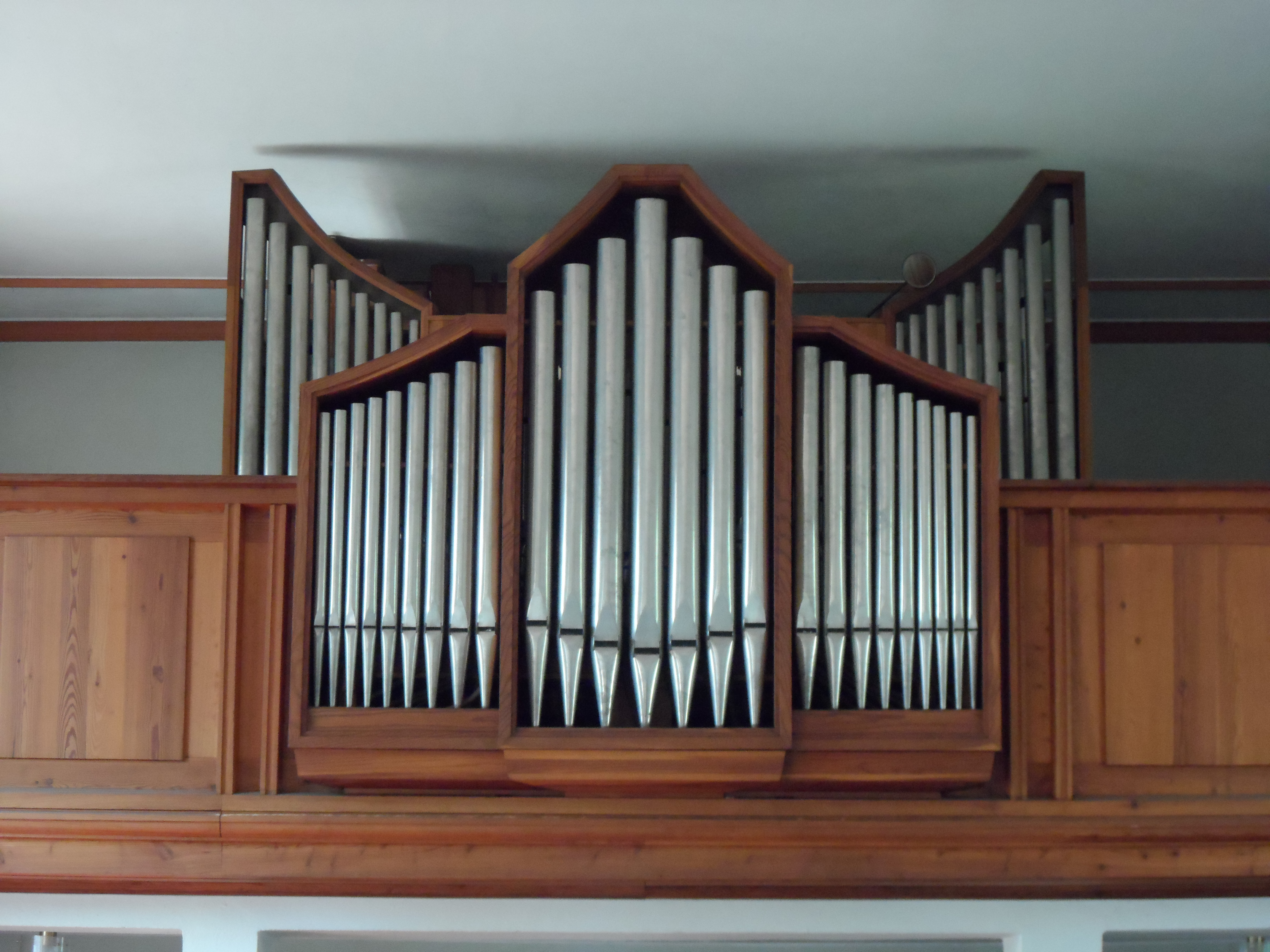
Orgel